# Aeropuerto de la Isla de Navidad

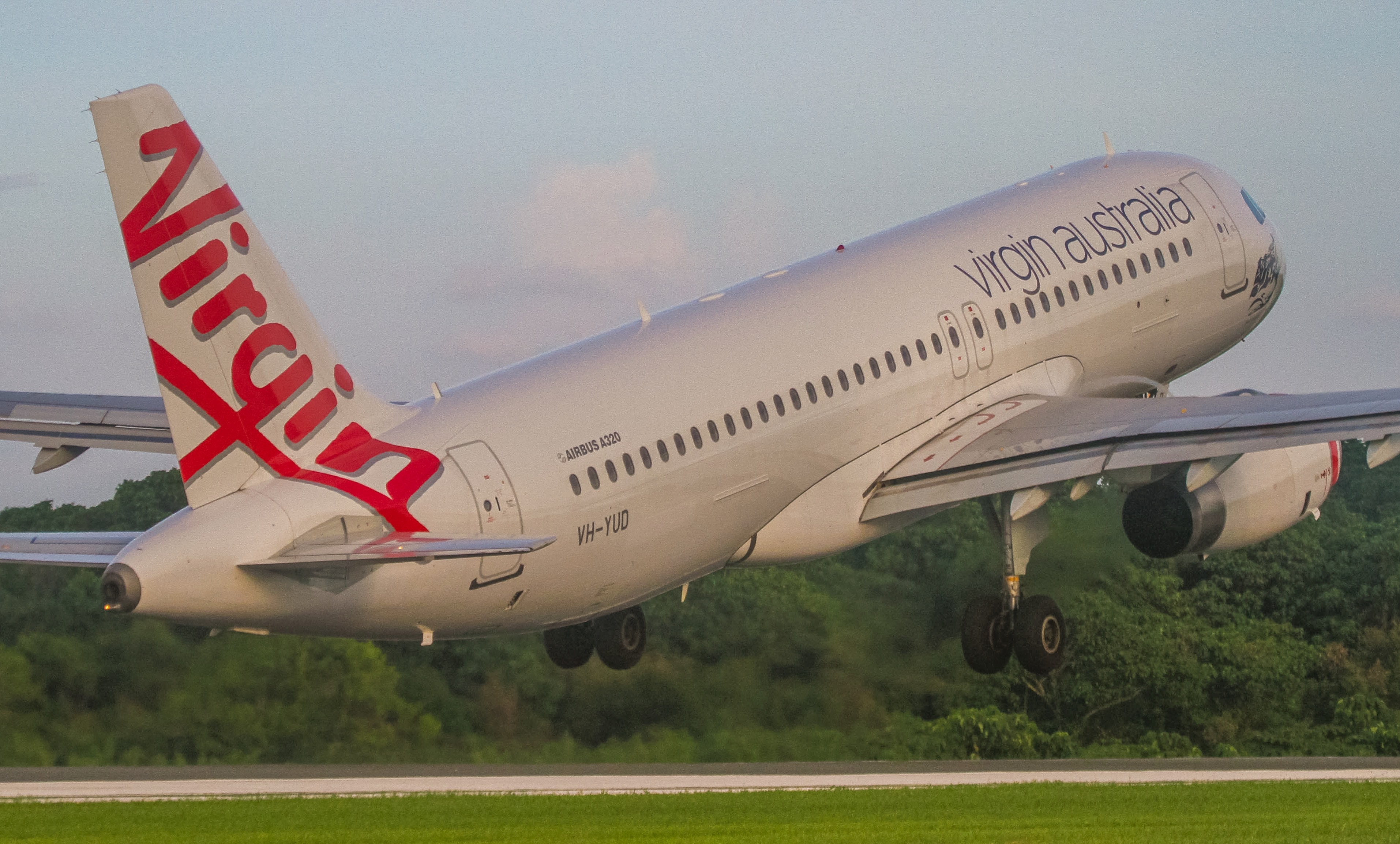
Un Virgin Australia Regional Airlines Airbus A320 despega del aeropuerto de Christmas Island (2016)

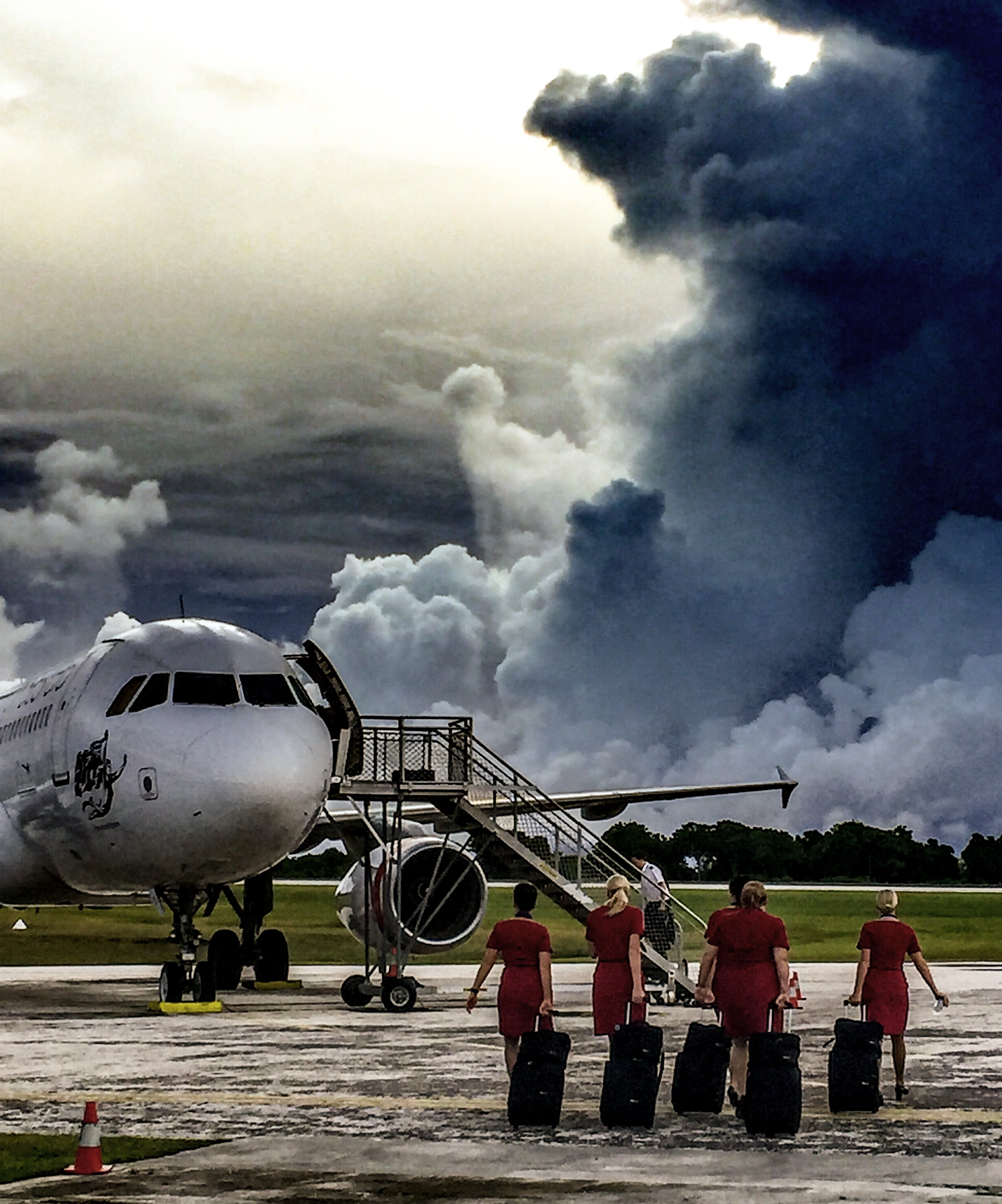
La tripulación de Virgin Australia aborda un Airbus A320 en el aeropuerto de la Isla Christmas

El Aeropuerto de la Isla de Navidad  (en inglés: Christmas Island Airport) (IATA: XCH, ICAO: YPXM) es un aeropuerto situado en la Isla de Navidad,  un territorio de Australia en el Océano Índico . La isla está situada 2.600 kilómetros ( 1.600 millas) al noroeste de la ciudad australiana occidental de Perth, a 500 km ( 310 millas) al sur de la capital de Indonesia (Yakarta), y a 975 km (606 millas) al este-noreste de las Islas Cocos (Keeling).
Aunque se encuentra en territorio australiano, el aeropuerto está clasificado como un aeropuerto internacional de la categoría 2 para todas las llegadas, incluidas las de Australia . Es propiedad de la Comunidad a través del Departamento de Infraestructura y Desarrollo Regional y se opera bajo contrato por Toll Remote Logistics.

## Véase también

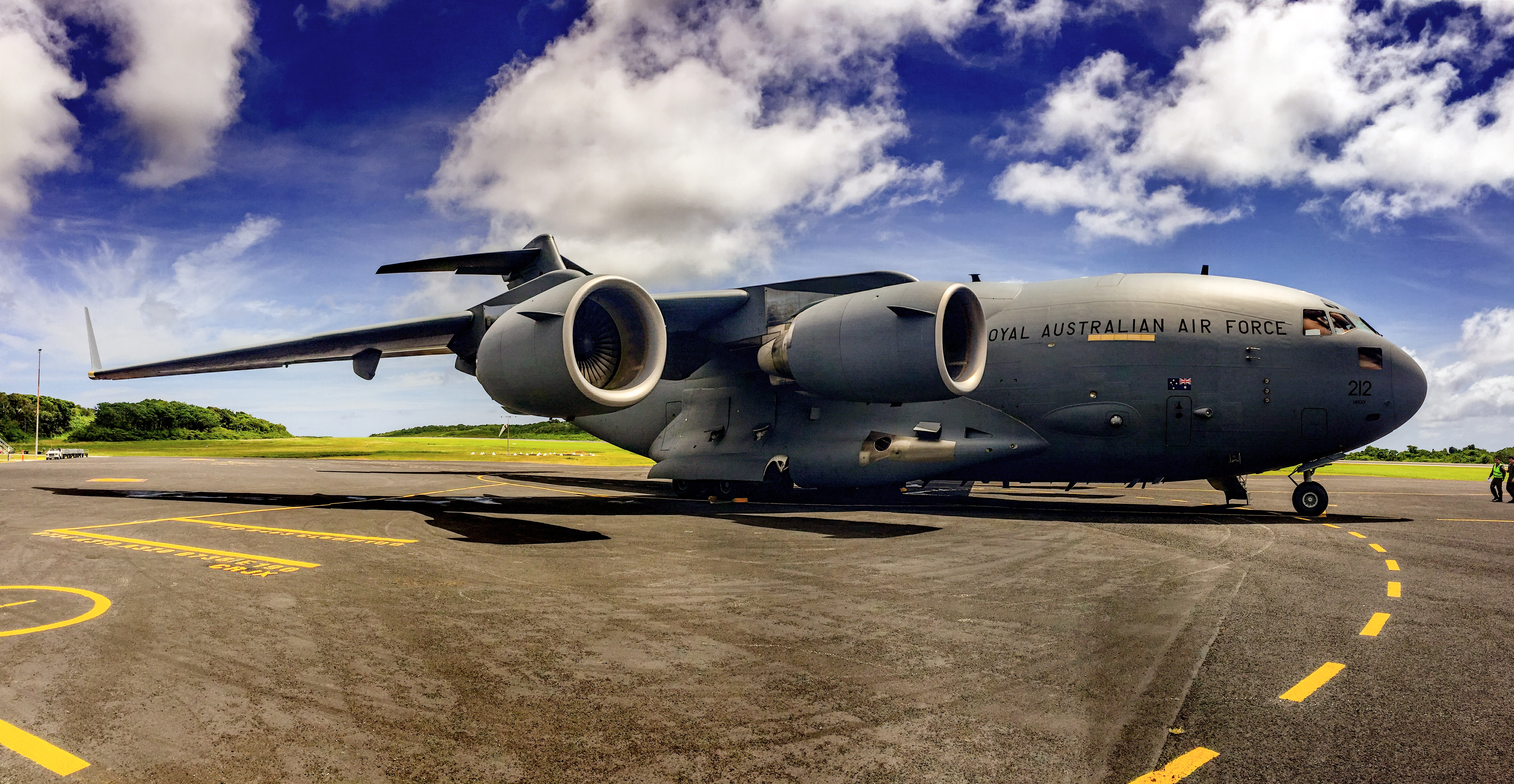
Un Boeing C-17 Globemaster III (A41-212) de la Real Fuerza aérea australiana que aguarda la carga en el aeropuerto de la isla de la Navidad

## Destinos
Yakarta, Indonesia        -   Aeropuerto Internacional Soekarno Hatta      -    Garuda Indonesia
 Kuala Lumpur, Malasia   -   Aeropuerto Internacional de Kuala Lumpur     -   Malindo Air
 Islas Cocos, Australia    -   Aeropuerto de las Islas Cocos                -    Bombardier Global Express
 Islas Cocos, Australia     -   Aeropuerto de las Islas Cocos                -    Virgin Australia